# Epidesmia reservata
Epidesmia reservata là một loài bướm đêm trong họ Geometridae.